# Сепарасију (Каљари)
Сепарасију је насеље у Италији у округу Каљари, региону Сардинија.
Према процени из 2011. у насељу је живело 71 становника. Насеље се налази на надморској висини од 41 м.